# حسابداری سبز
حسابداری سبز، (به انگلیسی: Green Accounting) در برگیرنده مجموعه قواعدی است که موجب بهبود توان سیستم حسابداری برای شناسایی، ثبت و گزارش‌گیری آثار ناشی از تخریب و آلودگی محیط زیست می‌شود. حسابداری محیط زیست مبتنی بر تلفیق محیط زیست به عنوان یک منبع سرمایه و در نظر گرفتن هزینه‌های زیست‌محیطی به عنوان یکی از هزینه‌های قابل قبول در فرایندهای اقتصادی و محاسباتی می‌باشد. هدف حسابداری زیست محیطی، فراهم آوردن اطلاعاتی است که برای ارزیابی عملکرد، تصمیم گیری، کنترل و گزارش‌گیری بتواند به مدیران یاری رساند.
حسابداری زیست‌محیطی بر مفاهیم اقتصادی و محیط زیست بنا شده و کاربرد آن با توجه به استفاده نکردن از ارزش‌های مبتنی بر بازار، مستلزم ایجاد تغییر در فرهنگ است. حسابداری زیست محیطی، بخشی از این تغییرات را در سازمان و بخش وسیع‌تری از آن را در جامعه ارائه می‌کند و با ارائه شناخت اساسی بیشتر و مشارکت در فعالیت‌های کاری روزانه به تعیین هدف توسعه مستمر به عنوان رویکردی خاص، کمک می‌کند.
توجه به مسئله حسابداری زیست‌محیطی نگرشی است که افراد را قادر می‌سازد به اهمیت حفظ محیط زیست و استفاده از روش‌های بهینه و استفاده منطقی از منابع و حفظ و محیط زیست‌گرایی بیشتر توجه نمایند.